# 2004 TN1
2004 TN1とは、アポロ群に属する地球近傍天体の1つである。
2004 TN1は、絶対等級が21.7等級の天体であり、アルベドを0.13と仮定すると、直径は166mとなる。また、地球の軌道と近いため、潜在的に危険な小惑星(PHA)である。地球軌道との最小交差距離(EMoid)はわずか2000kmしかなく、地球半径以下である。これはPHAの中でも極めて小さな値である。
2004 TN1は、2004年11月16日に地球から約1400万km(0.09353AU)まで接近した。また、遠日点において木星には1AU内にまで頻繁に接近する。1924年9月20日には1億1900万km(0.7924AU)まで接近した。